# Jeu du serpent
Le jeu du serpent, également nommé Mehen, est un jeu de société qui se pratiquait dans l'Égypte antique. Le jeu a été nommé en référence à Mehen, une divinité serpent dans la religion égyptienne.

## Origine
Des preuves du jeu du serpent sont trouvées à partir de la période prédynastique datant d'environ 3000 av. J.-C. et se poursuivent jusqu'à la fin de l'Ancien Empire. En dehors des plateaux physiques, qui datent principalement des périodes prédynastique et archaïque, un plateau de Mehen apparaît également sur une image dans la tombe d'Hesy-Ra, et son nom apparaît pour la première fois dans la tombe de Rahotep. D'autres scènes datant de la Ve dynastie et de la VIe dynastie montrent des personnes jouant à ce jeu. Aucune scène ou tableau ne datant du Moyen Empire ou du Nouvel Empire, il semble que le jeu n'ait plus été pratiqué en Égypte après l'Ancien Empire. Il est cependant représenté dans des tombes datant d'environ 700, car les décorations des tombes sont copiées sur des originaux de l'Ancien Empire.
Le jeu du serpent semble également avoir été joué en dehors de l'Égypte. Il apparaît aux côtés d'autres plateaux présentant le jeu de senet à Bab ed Dhra et à Chypre. À Chypre, il apparaît parfois sur la face opposée de la même pierre que le senet, et ceux de Sotira Kaminoudhia, datant d'environ 2250 av. J.-C., sont les plus anciens plateaux double face connus.
Les règles et le mode de jeu du Mehen sont entièrement inconnus. Cependant, il semblerait qu'il y aie quelques liens de parenté avec un jeu qui est encore joué au Soudan : le jeu de la hyène.

## Plateau de jeu

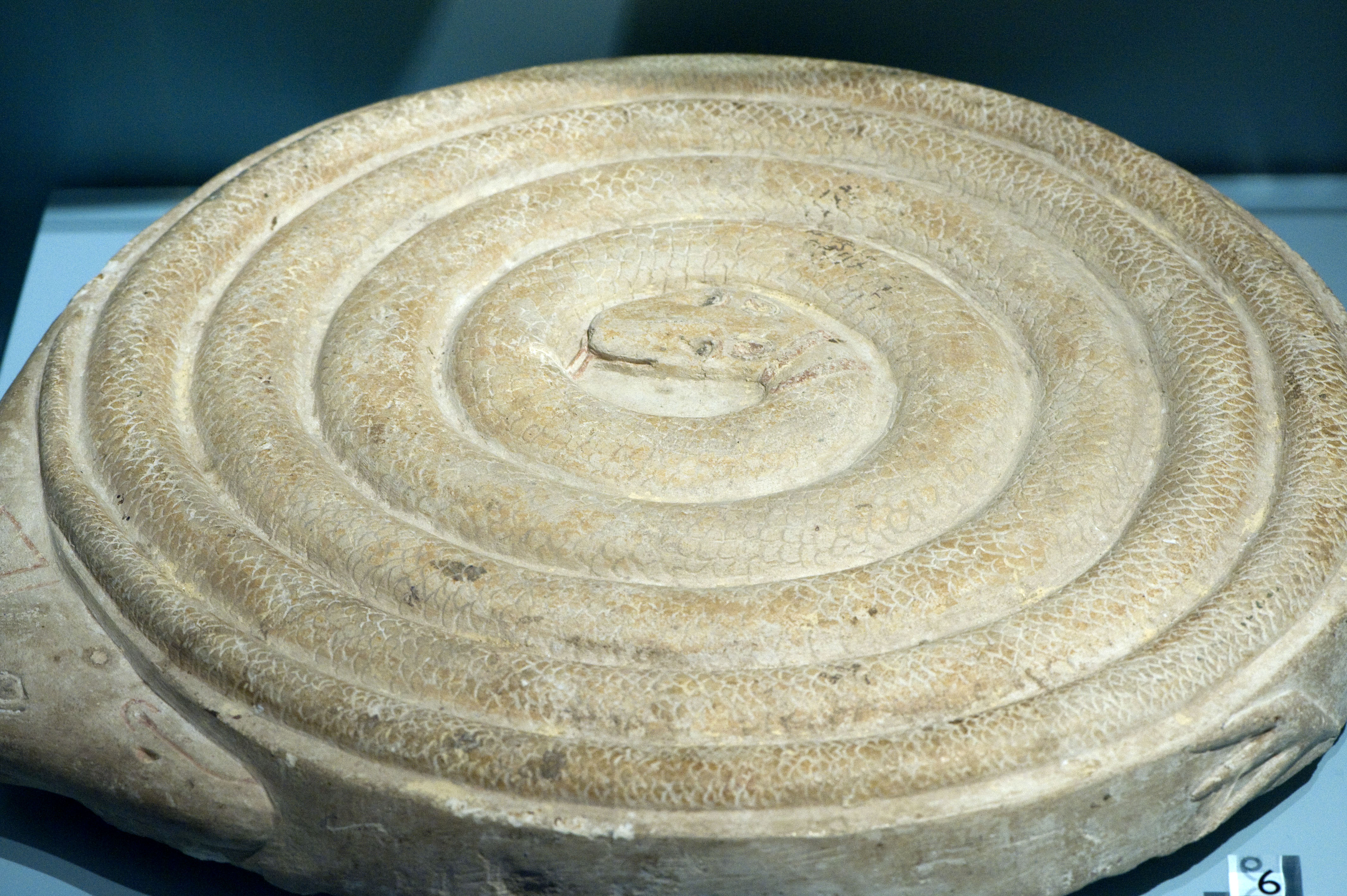
Un exemple du jeu du serpent

En Égypte, le plateau de jeu représente un serpent enroulé dont le corps est divisé en espaces rectangulaires. Plusieurs plateaux ont été retrouvés avec des nombres différents de segments, sans marques distinctives ni ornementation. À Chypre et au Levant, les jeux prennent la forme d'une spirale dont le nombre de segments avait peu d'importance pour le jeu. Les objets associés au plateau peuvent être ou non des pièces de jeu. D'après les preuves archéologiques, le jeu semble avoir été pratiqué avec des pièces en forme de lion ou de lionne, par groupes de trois ou jusqu'à six, et quelques petites sphères (billes ou boules).